# Oxypoda orbicollis
Oxypoda orbicollis är en skalbaggsart som beskrevs av Thomas Casey 1911. Oxypoda orbicollis ingår i släktet Oxypoda och familjen kortvingar. Inga underarter finns listade i Catalogue of Life.